# Egle korpokkur
Egle korpokkur är en tvåvingeart som beskrevs av Masayoshi Suwa 1974. Egle korpokkur ingår i släktet Egle och familjen blomsterflugor. Inga underarter finns listade i Catalogue of Life.